# Pasterz ze wzgórz
Pasterz ze wzgórz  (org. The Shepherd of the Hills) – amerykański western filmowy z 1941 roku, nakręcony w technicolorze. Adaptacja powieści Harolda Bella Wrighta.

## Treść
Główny bohater, Matt Matthews, mieszka w górach Ozark. Marzy o zemście na ojcu, który porzucił kiedyś rodzinę. Matt nigdy nie znał swojego ojca, ale obwinia go za śmierć matki, która umarła po jego odejściu. Tymczasem w osadzie zjawia się Daniel Howitt. Za jego sprawą życie mieszkańców całkowicie się zmienia. Matt nie potrafi mu jednak zaufać.

## Główne role[3]
- John Wayne – młody Matt Matthews
- Betty Field – Sammy Lane
- Harry Carey – Daniel Howitt
- Beulah Bondi – ciocia Mollie
- James Barton – stary Matt Matthews
- Samuel S. Hinds – Andy Beeler
- Marjorie Main – babcia Becky
- Ward Bond – Wash Gibbs
- Marc Lawrence – Pete
- John Qualen – Coot Royal